# Marc Rocco
Marc Rocco (19 de juny de 1962 - 1 de maig de 2009) va ser un director de cinema, productor de cinema i guionista nord-americà.
Rocco va néixer Marc Daniel King a North Hollywood (Los Angeles), fill de Harvey King i Sandra Elaine Garrett (1942–2002). Garrett es va casar amb l'actor Alex Rocco el 1964, qui va adoptar Marc. Va dirigir diverses pel·lícules, incloses Scenes from the Goldmine, Si els somnis es fessin realitat, Where the Day Takes You i Homicidi en primer grau.

## Mort
L'1 de maig de 2009, Rocco va morir mentre dormia a casa seva a North Hills (Los Angeles), Califòrnia, als 46 anys, deixant vídua la seva dona Lisa.

## Filmografia
- Scenes from the Goldmine (1987)
- Si els somnis es fessin realitat (1989)
- Where the Day Takes You (1992)
- Teresa's Tattoo (1994) (només productor)
- Homicidi en primer grau (1995)
- The Jacket (2005) (només productor)
- Take (2008) (només productor)